# Junior (film-documentaire)
Pour les articles homonymes, voir junior.
Ne doit pas être confondu avec Junior majeur.
Junior est un film documentaire québécois réalisé par Isabelle Lavigne et Stéphane Thibault, et produit par l'Office national du film du Canada, sorti en 2007. 
Le film est consacré à la Ligue de hockey junior majeur du Québec. Les réalisateurs ont suivi une saison complète de l'équipe du Drakkar de Baie-Comeau. 
Junior a gagné le Prix Gémeaux : Meilleur documentaire : société et a été nommé Meilleur documentaire canadien long métrage au festival du film Hot Docs.
Junior a été présenté dans plusieurs cinémas à travers le Québec dès le 25 janvier 2008.